# Cyperus diwakarii
Cyperus diwakarii är en halvgräsart som beskrevs av Wad.Khan och Solanke. Cyperus diwakarii ingår i släktet papyrusar, och familjen halvgräs. Inga underarter finns listade i Catalogue of Life.